# Finn (Star Wars)
Finn är en rollfigur i filmerna Star Wars: The Force Awakens och Star Wars: The Last Jedi. Finn spelas av den brittiske skådespelaren John Boyega.
Hans karriär börjar som stormtrooper, som jobbar för Första ordningen. Men efter hans första anfall mot en by på planeten Jakku så bestämde han sig för att aldrig döda i Första ordningen namn. När Första ordningen lämnat byn och tillfångatagit en motståndsrörelsepilot för att få information om vart Luke Skywalker (den siste jedin) befinner sig. Efter att Kylo Ren fått information om vart kartan till Skywalker befinner sig av piloten Poe Dameron så hjälper FN-2187 (Finn) han själv och Dameron till att fly med en TIE fighter. När de flyr i TIE fightern så bekantar de sig med varann och där får FN-2187 namnet Finn av Poe Dameron. De klarar sig från Första ordningen men störtar ner mot samma planet de kom från början.